# James Wilby (actor)
James Jonathon Wilby (Rangún, Birmania, 20 de febrero de 1958), conocido como  James Wilby, es un actor británico de cine, televisión y teatro.

## Primeros años
Nació en Rangún, Birmania, debido a que su padre era ejecutivo en la British Oxygen Company.
Se educó en la Escuela Sedbergh y de allí siguió sus estudios de graduación en Matemáticas en el Colegio Grey de la Universidad de Durham. 
Estudió para actor en la Royal Academy of Dramatic Art (Academia Real de Arte Dramático) en Londres, graduándose en 1983.

## Carrera
Figura bien conocida del teatro y la pantalla británicos, su primera aparición en un filme fue en la producción de la Oxford Film Company titulada Privileged (1982), en la que actuó junto a Hugh Grant.
Para el público internacional Wilby es más conocido por su rol en la película Maurice (1987), por el cual recibió el premio al mejor actor del Festival Cinematográfico de Venecia junto a su coprotagonista, Hugh Grant. Luego actuó en A Handful of Dust (1988), Howards End (1992) y Gosford Park (2001), así como en el filme de Alain Robbe-Grillet C’est Gradiva qui vous appelle (2006), protagonizándolo junto a Arielle Dombasle.

## Vida personal
Casado desde 1988 con Shana Louise Magraw, con quien tiene cuatro hijos.

## Filmografía
- We Need To Talk About Kieran (2011) - Profesor Hugh Merrill
- Secret Diary of a Call Girl (2011 serie de TV) - Henry (1 episodio: "Episode #4.4")
- Midsomer Murders (2010 serie de TV) - Edward Milton (1 episodio: "The Made-to-Measure Murders")
- Shadows in the Sun (2009 TV) - Robert
- Mystery! (2010 serie de TV)- Andrew Restarick (1 episodio: "Hercule Poirot, Series X: Third Girl")
- A Risk Worth Taking (2008 TV) - Patrick Trenchard
- Agatha Christie's Poirot (2008) - Andrew Restarick
- Lady Godiva (2008) - Leofric
- Little Devil (2007 TV) - Adrian Bishop
- Clapham Junction (2007 TV) - Julian Rowan
- Little Devil (2007 TV) - Adrian Bishop
- Marple: The Sittaford Mystery (2006 TV) - Stanley Kirkwood
- Surviving Disaster (serie de TV)
- Fastnet Yacht Race (2006) - David Sheahan
- C'est Gradiva qui vous appelle (2006, by Alain Robbe-Grillet) - John Locke
- Jericho (serie de TV)
- The Hollow Men (2005) - Alan Mills
- Foyle's War (serie de TV)
- They Fought in the Fields (2004) - Major Cornwall
- Silent Witness (serie de TV)
- Nowhere Fast (2004) - Matt Gibb
- Island at War (2004 TV miniserie) - Sen. James Dorr
- De-Lovely (2004) - Edward Thomas
- Sparkling Cyanide (2003 TV) - Stephen Farraday
- Murder in Mind (serie de TV)
- Echoes (2003) - Daniel Morton/Sir Richard Morton
- George Eliot: A Scandalous Life (2002 TV) - Herbert Spencer
- Bertie and Elizabeth (2002 TV) - Rey Jorge VI, también conocido como "Bertie"
- Gosford Park (2001) - Freddie Nesbitt
- Adrian Mole: The Cappuccino Years (2001 TV) - Zippo Montefiore
- Jump Tomorrow (2001) - Nathan
- Trial & Retribution IV (2000 TV) - James McCready
- Cotton Mary (1999, Merchant Ivory Film) - John MacIntosh
- Tom's Midnight Garden (1999) - Uncle Alan Kitson
- The Dark Room (1999 TV) - Dr Alan Protheroe
- An Ideal Husband (1998) - Sir Robert Chiltern
- Regeneration (1997) - 2nd Lt. Siegfried Sassoon
- Original Sin (1997 TV) - Gerard Etienne
- The Woman in White (1997 TV) - Sir Percival Glyde
- Tales from the Crypt (serie de TV)
- Horror in the Night (1996)
- Witness Against Hitler (1996 TV) - Helmuth James von Moltke
- Treasure Seekers (1996 TV) - Henry Carlisle
- Crocodile Shoes (1994 TV miniserie) - Ade Lynn
- La Partie d'échecs (1994) - Lord Staunton
- Lady Chatterley (1993 TV, by Ken Russell) - Sir Clifford Chatterley
- You Me + It (1993 TV) - Charles Henderson
- Howards End (1992, Merchant Ivory Film) - Charles Wilcox
- Immaculate Conception (1992) - Alistair
- Tell Me That You Love Me (1991 TV) - Michael Evans
- Adam Bede (1991 TV) - Arthur Donnithorne
- The Siege of Venice (1991)
- Conspiracy (1989) - Stringer
- Mother Love (1989 TV miniserie) - Christopher "Kit" Vesey
- A Tale of Two Cities (1989 TV miniserie) - Sydney Carton
- A Handful of Dust (1988) - Tony Last
- A Summer Story (1988) - Mr. Ashton
- The Storyteller (serie de TV)
- Sapsorrow (1988) - Prince
- Maurice (1987, Merchant Ivory Film) - Maurice Hall
- A Room with a View  (1985, Merchant Ivory Film) - Party Guest (cameo)
- Dreamchild (1985) - Baker
- Dutch Girls (1985) - Dundine
- The Bill (serie de TV)
- A Friend in Need (1984) - Higgins
- The Adventures of Sherlock Holmes (serie de TV)
- The Crooked Man (1984) - Young James Barclay
- Privileged (1982) - Jamie

## Premios y distinciones
Festival Internacional de Cine de Venecia
| Año  | Categoría                 | Película | Resultado |
| ---- | ------------------------- | -------- | --------- |
| 1987 | Copa Volpi al mejor actor | Maurice  | Ganador   |

- Premio al mejor actor de reparto de la Broadcast Film Critics Association por Gosford Park 2001.
- Mejor actor de reparto de la Florida Film Critics Circle por  Gosford Park 2001.
- Mejor actor de reparto de la Online Film Critics Society por  Gosford Park 2001.
- El premio a la actuación sobresaliente del Cast of a Theatrical Motion Picture por  Gosford Park 2001.

## Entrevistas
- En The Guardian (2002) (En inglés)
- En The Telegraph (2004) (En inglés)
- En The Telegraph (2005) (En inglés)